# Mercedes-Benz 190SL
Mercedes-Benz 190SL (W 121 BII) — серийный легковой автомобиль, разработанный  компанией Daimler-Benz AG в середине 1950-х в рамках проекта двухместнго легкового автомобиля в кузове родстер на технической базе седана проекта W121 и выпускавшийся с 1955 по 1963 годы. Индекс 190 SL означает мотор объёмом в 1.9 литра и принадлежность автомобиля к так называемому SL-классу (фирменному мерседесовскому классу относительно лёгких спортивных двухдверных автомобилей в кузовах купе или родстер). 